# Jotus karllagerfeldi

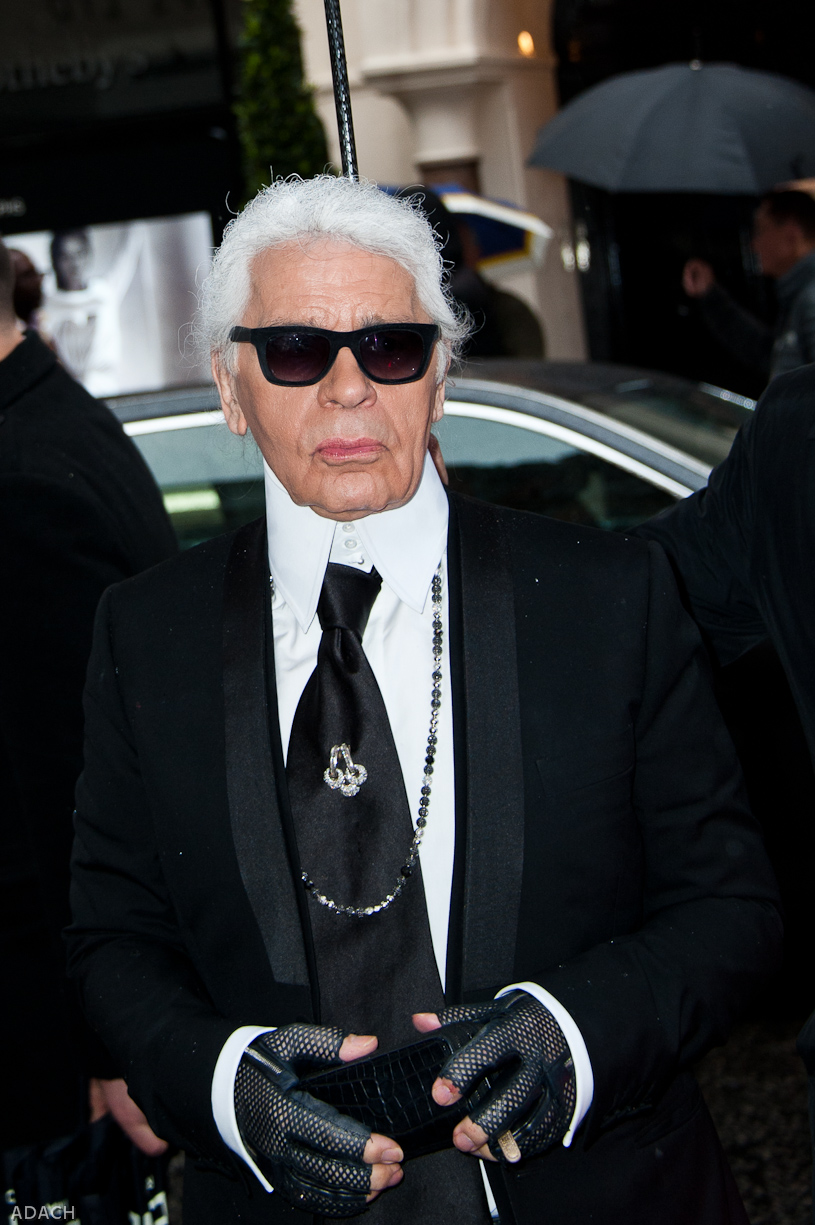
Карл Лагерфельд в 2014 году

Jotus karllagerfeldi (лат.) — вид аранеоморфных пауков рода Jotus из семейства Salticidae, названный в честь немецкого дизайнера Карла Лагерфельда. Эндемик Австралии.

## История открытия и этимология
Новый вид пауков был обнаружен в открытом лесу около озера Lake Broadwater, в районе города Долби на северо-востоке Австралии в штате Квинсленд и около города Blanchetown в штате Южная Австралия
Своё необычное название этот вид пауков получил (благодаря своей красивой окраске) в честь известного немецкого модельера, фотографа, коллекционера и издателя Карла Лагерфельда (Karl Otto Lagerfeld; 1933—2019), названного «королём моды». Как объяснили авторы описания «Карл Лагерфельд вдохновил нас своим уникальным чувством дизайна, и этот новый паук с большими черными глазами и белым кент-воротником напоминает нам о его более поздней внешности — иконе моды в черно-белом цвете. Карл (родившийся в Гамбурге) похож на гамбургского купца, популяризатора наук и мецената Иоанна Цезаря Годеффруа, жившего более века до него, который финансировал первые крупные зоологические экспедиции в Австралию». Именно при поддержке Годеффруа были собраны первые австралийские пауки рода Jotus.

## Описание
Мелкие пауки-скакуны (длина около 3 мм, ширина 2 мм). Основная окраска чёрная со светлыми отметинами. Карапакс чёрный со светлыми щетинками на боковых краях. Область глаз чёрная со светлыми щетинками. Длина стернума 1,2 мм, ширина 0,7 мм.
Ноги (пары I—IV) чёрные с белыми перевязями-кольцами, кончики лапок белые. Первая пара ног от бёдер до метатарзуса покрыты длинными чёрными щетинками; голени первой пары ног с длинными белыми щетинками. Длина опистосомы 2,5 мм, ширина 1,7 мм; с черноватой срединной полосой и боковыми полосами из светлых щетинок. Низ сероватый со светлыми боковыми перевязями. Педипальпы чёрно-белого цвета. Бедренная часть педипальп с дорсальной группой длинных белых щетинок; голень по длине равна своей ширине, с прямым пальцеобразным ретролатеральным голенным апофизом, слегка согнутым на кончике. Цимбиум овальный, чёрный, дистально покрыт длинными белыми щетинками, вершина толстая с дистальной лопастью. Эмболический диск широкий у основания, U-образный; эмболус заострённый.

## Классификация
Новый вид Jotus karllagerfeldi был впервые описан в 2019 году немецкими арахнологами Барбарой Баэр (Barbara C. Baehr, University of Hamburg, Гамбург, Германия) и Данило Хармсом (Danilo Harms, Гамбург) вместе с австралийским коллегой Джозефом Шубертом (Joseph Schubert, Monash University, Clayton, Австралия). Таксон включён в состав рода Jotus из подсемейства пауков-скакунов Euophryinae.